# میرا فولکس
میرا فولکِس (انگلیسی: Mirrah Foulkes) هنرپیشه سینما و تلویزیون، کارگردان و نویسنده اهل استرالیا است.
این هنرمند برای اولین بار در سال ۲۰۰۵ جلوی دوربین ظاهر شد و در سال ۲۰۱۲ نخستین فیلمش را که یک فیلم کوتاه بود کارگردانی کرد.

## قسمتی از فیلمشناسی
- کمان زنبورکی (۲۰۰۷ فیلم کوتاه)
- عنکبوت (۲۰۰۷ فیلم کوتاه)
- پرستاران (۲۰۰۹ مجموعه تلویزیونی)
- قلمرو حیوانات (۲۰۱۰)
- زیبای خفته (۲۰۱۱)